# Komunitní rada Bronxu 1
Komunitní rada Bronxu 1 (Bronx Community Board 1) je jednou z komunitních rad v Bronxu v New Yorku.
Zahrnuje sousedství Mott Haven, Melrose, a Port Morris ve čtvrti Bronx. Je ohraničena průlivem East River, East 149th Street, a Prospect Avenue na východě, East 161S Street (z Prospect Avenue na Third Avenue), East 159th Street (z Third Avenue na Park Avenue), a East 149th Street (z Park Avenue na Harlem River) na severu, a Harlem River s Bronx Kill na západě a jihu. Její současný předseda je George Rodriguez, a okresní ředitel Cedric Loftin.

## Demografie
Dle sčítání obyvatel, měla samospráva 82 159 obyvatel, oproti 77 214 v roce 1990 a 78 441 v roce 1980.
Z toho 51 627 (66,9 %) tvořili Hispánci, 21 272 (25,9 %) černoši (Nehispánci), 1097 (1,3 %) běloši (Nehispánci), 420 (0,5 %) Asiati, 206 (0,3 %) indiáni, 186 (0,2 %) byli jiné rasy a 774 (0,9 %) dvě a více ras.